# Ardonissa adscitina
Ardonissa adscitina är en fjärilsart som beskrevs av Paul Dognin 1907. Ardonissa adscitina ingår i släktet Ardonissa och familjen björnspinnare. Inga underarter finns listade i Catalogue of Life.